# Тит Аврелий Фульв (консул 85 года)
Тит Аврелий Фульв (лат. Titus Aurelius Fulvus; умер в 96) — римский политический деятель второй половины I века.
Семья Фульва происходила из города Немаус в провинции Нарбонская Галлия. Он вошёл в состав Сената в самом конце правления Клавдия или в начале правления Нерона. В 64 году Фульв находился на посту легата III Галльского легиона. В 69 году он был легатом легиона, дислоцировавшегося в Мёзии, вероятно, все ещё III Галльского, и получил консульские украшения от императора Отона за успехи в борьбе против сарматов. Известно, что III Галльский легион поддержал Веспасиана после провозглашения того императором и принял участие во втором сражении при Бедриаке. Неизвестно, возглавлял ли Фульв легион во время этих событий, но этим можно объяснить приближенность его рода к Флавиям. Около 70 года он находился на посту консула-суффекта. Затем он был назначен легатом пропретором провинции Тарраконская Испания. В 85 году Фульв занимал должность ординарного консула вместе с Домицианом. С 86 года по 96 год он был префектом Рима.
Его сыном был консул 89 года Тит Аврелий Фульв, внуком — император Антонин Пий. Когда Антонин лишился отца в раннем возрасте, он воспитывался в доме Фульва. В правление Антонина Пия в честь Фульва-старшего была возведена статуя.